# Tibouchina canescens
Tibouchina canescens är en tvåhjärtbladig växtart som först beskrevs av David Don, och fick sitt nu gällande namn av Célestin Alfred Cogniaux. Tibouchina canescens ingår i släktet Tibouchina och familjen Melastomataceae. Inga underarter finns listade i Catalogue of Life.